# Aroldo Vaccari
Aroldo Vaccari (Modena, 13 settembre 1908 – Vignola, 29 ottobre 1986) è stato un calciatore italiano, di ruolo attaccante.

## Carriera
Cresciuto nel Modena, nella stagione 1928-1929 arriva alla Lazio dove disputa il campionato di Divisione Nazionale.
Nella stagione 1931-1932 milita invece nella squadra del Padova in Serie B ottenendo una promozione in Serie A; passò poi al Carpi.